# Bereżany (obwód lwowski)
Bereżany (ukr. Бережани; hist. Druga Wólka) – wieś na Ukrainie, w obwodzie lwowskim, w rejonie lwowskim.
Do 2020 w rejonie pustomyckim.